# Birgittamaskros
Birgittamaskros (Taraxacum fuscoolivaceum) är en tvåhjärtbladig växtart som beskrevs av Gustaf Emanuel Haglund. Birgittamaskros ingår i släktet maskrosor, och familjen korgblommiga. Arten är reproducerande i Sverige.